# Anoectochilus zhejiangensis
Anoectochilus zhejiangensis es una especie de orquídea perteneciente a la familia  Orchidaceae.

## Descripción
Es una orquídea de tamaño pequeño, cálido con un hábito creciente terrestre con un tronco marrón pálido ascendente, rojizo que lleva de 2 a 6 hojas, con el envés púrpura rojo pálido, y el haz púrpura verdoso oscuro con nervadura de oro rojo, ampliamente ovadas a ovado-orbiculares, ondulados ligeramente los márgenes, agudas, con un estrechamiento abajo en la base peciolada. Florece en el verano y a principios del otoño en una inflorescencia terminal, erecta, con pedúnculo de 5 a 10 cm de largo, raquis de 1 a 4 cm de largo, con 2 brácteas estériles, y 1-4  flores con brácteas florales ovado-lanceoladas, casi iguales en longitud al ovario pubescente, acuminadas  que llevan flores erectas.

## Distribución
Es endémica de Fujian, Guangxi y Zhejiang en China. Está tratada en peligro de extinción por pérdida de hábitat. Se encuentra en  los densos bosques de los valles en elevaciones de 700 a 1.200 metros. 

## Taxonomía
Anoectochilus zhejiangensis fue descrita por Z.Wei & Y.B.Chang y publicado en Bulletin of Botanical Research 9(2): 39–40, f. 4. 1989.
Etimología
Anoectochilus (abreviado Anct.): nombre genérico que procede del griego:  ἀνοικτός "aniktos" = "abierto" y de χεῖλος "cheilos" = "labio", en referencia al aspecto amplio del labelo debido a una doblez de la flor que dirige la parte del labelo hacia abajo.
zhejiangensis: epíteto geográfico que alude a su localización en Zhejiang.